# Leggi anti-protesta in Ucraina

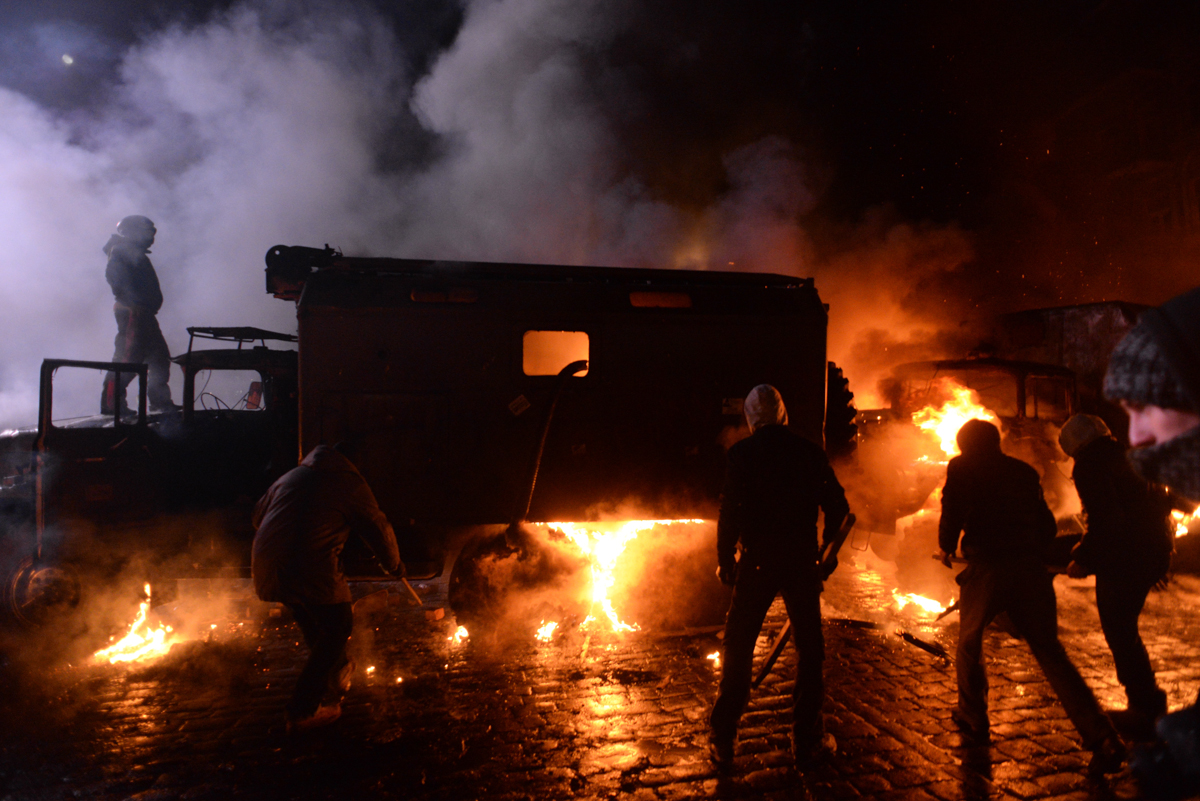
Rivolte di Via Hrushevskoho nel gennaio 2014 in risposta alle leggi anti-protesta.

Le leggi anti-protesta in Ucraina sono un gruppo di dieci leggi che limitano la libertà di parola e la libertà di riunione. Le leggi sono state approvate dal Parlamento ucraino il 16 gennaio 2014 (indicato come Giovedì nero) e firmate in legge dal presidente Viktor Janukovyč il giorno seguente, in mezzo a massicce proteste antigovernative iniziate a novembre. Le leggi sono chiamate collettivamente come leggi sulla dittatura (in ucraino: закони про диктатуру) da attivisti dell'Euromaidan, organizzazioni non governative, studiosi, e media ucraini. 
Le nazioni occidentali hanno criticato le leggi per la loro natura non democratica e la loro capacità di frenare significativamente i diritti di protesta, la libertà di parola e l'attività delle organizzazioni non governative. Sono state descritte dai media e dagli esperti come "draconiane", con Timothy Snyder che afferma di aver effettivamente istituito la nazione come una dittatura. Le leggi furono ampiamente denunciate a livello internazionale, con il segretario di Stato americano John Kerry che le descriveva come "antidemocratiche".
Le leggi sono state sviluppate dai parlamentari Vadym Kolesnychenko e Volodymyr Oliynyk del Partito delle Regioni al potere e supportate da un blocco elettorale composto dal Partito delle Regioni, dal Partito Comunista e da alcuni parlamentari indipendenti. Sono state adottate con una serie di violazioni procedurali. In conformità con l'applicazione delle nuove leggi, il ministro dell'Interno Vitalij Zacharčenko ha promesso che "ogni reato sarà affrontato duramente da parte nostra".
Nove leggi anti-protesta sono state annullate dal Parlamento il 28 gennaio 2014.

## Storia
Secondo il capo del dipartimento investigazioni speciali del principale dipartimento investigativo della Procura generale, Sergei Gorbatyuk, il 18 novembre 2015, l'iniziatore dell'adozione delle leggi è stato il presidente dell'Ucraina Viktor Janukovyč.
I coautori del pacchetto di leggi erano i deputati del Partito delle Regioni Vladimir Oleinik e Vadim Kolesnichenko. In un'intervista a Radio Liberty, Vladimir Oleinik ha confermato che la maggior parte delle norme che inaspriscono la legislazione sono rese vive da fenomeni come l'Euromaidan e l'Automaidan. Gli autori dei disegni di legge hanno in qualche modo preso in prestito le norme della legislazione straniera, inclusa quella russa (ad esempio, sono stati introdotti nella legge i concetti di "attività estremista" e "agente straniero").
Il 16 gennaio 2014, la Verkhovna Rada (fazione del Partito delle Regioni e del Partito Comunista ucraino), con una semplice dimostrazione di mani, senza discussione e conteggio reale dei voti, ha adottato 11 leggi e una risoluzione. Le leggi sono state pubblicate nella versione elettronica del quotidiano Voice of Ukraine nel numero del 21 gennaio 2014 e sono entrate in vigore alle 00:00 del 22 gennaio.
L'adozione di queste leggi ha portato a uno scontro violento tra manifestanti e forze dell'ordine e le proteste sono andate oltre Kiev e hanno interessato quasi l'intero territorio dell'Ucraina. Durante gli scontri, centinaia di persone furono arrestate e ferite e apparvero le prime vittime.
Nel mezzo di una profonda crisi della pubblica amministrazione e della fiducia nelle autorità, sotto la pressione delle forze armate, il presidente Viktor Janukovyč ha avviato negoziati diretti con l'opposizione, che ha portato la Verkhovna Rada ad abrogare le leggi anti-protesta il 28 gennaio 2014, alle dimissioni del governo di Mykola Azarov e all'amnistia per i detenuti trattenuti dalla polizia.
Il 28 gennaio 2014, 361 parlamentari su 412 parlamentari iscritti nella sala della sessione hanno votato per annullare il pacchetto di queste leggi; solo la fazione del Partito Comunista non ha votato. I deputati hanno accolto con favore la decisione e con applausi. È stata anche annunciata un'amnistia per i manifestanti. Il 2 febbraio è entrata in vigore la legge sulla cancellazione; tuttavia, una serie di disposizioni della legge del 16 gennaio, per motivi tecnici e giuridici, è rimasta in vigore fino al 2 marzo 2014, quando è entrata in vigore la legge sulla cessazione degli effetti adottata il 23 febbraio. Successivamente, dell'intero complesso di misure restrittive adottate il 16 gennaio, solo le disposizioni del codice penale dell'Ucraina proposte dal Partito Comunista sono rimaste valide per la responsabilità dell'abuso sui monumenti e le tombe di coloro che hanno combattuto contro il nazismo durante la seconda guerra mondiale, così come per la negazione pubblica o la giustificazione dei crimini del fascismo e la promozione dell'ideologia neonazista (queste disposizioni sono state riammesse il 28 gennaio 2014 dalla Verkhovna Rada dopo il summenzionato voto per abrogare tutte le leggi del 16 gennaio; tuttavia, sono stati sottoposti a un audit radicale nella primavera 2015.

## Disposizioni
Le leggi hanno disposizioni come:
- Criminalizzare "attività estremista", che secondo la procedura penale in Ucraina è definita in "termini ampi e vaghi", con una forte ammenda per una prima infrazione e fino a tre anni di reclusione per una recidiva.
- Semplificare il processo di rimozione dell'immunità parlamentare durante i procedimenti penali con voto a maggioranza in Parlamento. Una commissione preventiva non è più richiesta dalla commissione parlamentare;
- Estendere e applicare l'amnistia dall'azione penale precedentemente adottata dal Parlamento a coloro che hanno commesso crimini contro i manifestanti, comprese le forze di sicurezza di Berkut e altri funzionari delle forze dell'ordine;
- Consentire il processo in contumacia delle persone, comprese le pene detentive nei casi in cui la persona si rifiuta di comparire in tribunale quando si dichiarano possibili procedimenti penali in assenza di tale persona;
- Semplificazione delle procedure di notifica e convocazione di protocolli amministrativi;
- Creare una sanzione per il blocco dell'accesso agli edifici residenziali fino a sei anni di reclusione;
- I conducenti di autoveicoli con più di 5 autoveicoli, se provocano ingorghi, rincorrono nella perdita della patente di guida e del veicolo per un massimo di due anni (a meno che l'autorizzazione non sia ottenuta dal Ministero degli Affari interni);
- La raccolta e la diffusione di informazioni sui Berkut, i giudici o le loro rispettive famiglie comporta una pena fino a 2 anni di reclusione;
- La diffamazione, tramite la stampa o i social media, comporta una pena fino a un anno di reclusione;
- I funzionari delle forze dell'ordine coinvolti in attività simili e le loro famiglie devono affrontare una pena detentiva massima di sei mesi;
- La pena per il blocco degli edifici governativi è fino a cinque anni di carcere; quella per il blocco dell'ingresso in una residenza è fino a tre anni di restrizione della libertà;
- Fino a 15 giorni di prigione per installazione non autorizzata di tende, palcoscenici e apparecchiature audio;
- Legge anti-mascheramento che prevede fino a 15 giorni di prigione per la partecipazione a raduni pacifici con maschera, indumenti mimetici, sciarpa, elmetto o altri mezzi per nascondere o proteggere il viso o la testa;
- Le organizzazioni non governative che accettano fondi stranieri devono registrarsi come "agenti stranieri" e devono essere sottoposte a un attento controllo e misure fiscali aggiuntive;
- Licenza obbligatoria per i provider di Internet;
- Disposizioni per la censura legale governativa di Internet;
- Un'ampia definizione di "attività estremiste", che impedisce alle organizzazioni non governative e alle chiese di impegnarsi a sostegno delle proteste civili.